# Franck Tabanou
Franck Tabanou (* 30. Januar 1989 in Thiais) ist ein ehemaliger französischer Fußballspieler, der bis 2019 beim französischen Zweitligisten EA Guingamp unter Vertrag stand.

## Karriere

### Verein
Tabanou wurde in der Gemeinde Thiais nahe Paris geboren und begann im Alter von neun Jahren im Nachbarort Choisy-le-Roi mit dem Fußball spielen. In der Jugend war er außerdem für die Vereine Le Havre AC und den Ausbildungsverein CFF Paris aktiv, bevor er 2006 zum FC Toulouse wechselte.
Dort wurde Tabanou zunächst im U-18-Team und für die Amateurmannschaft im Championnat de France Amateur eingesetzt. In zwei Jahren spielte er dort 26 Mal und erzielte dabei zwei Tore. Ab der Saison 2008/09 gehörte er zum Kader der Profimannschaft und kam schließlich in der Rückrunde am 2. Mai 2009 (34. Spieltag) gegen Olympique Marseille zu seinem Profidebüt in der Ligue 1. Zwei Tage danach unterschrieb er seinen ersten Profivertrag und kam auch in den folgenden vier Spielen bis zum Ende der Spielzeit zum Einsatz.
In der Saison 2009/10 spielte Tabanou regelmäßig und kam auf insgesamt 33 Partien in der französischen Eliteliga. Am 16. Januar 2010 (20. Spieltag) erzielte er beim 3:1-Sieg über den FC Valenciennes auch seine ersten beiden Treffer im Profifußball. Ein weiterer Doppelpack gelang ihm am 32. Spieltag gegen Grenoble Foot 38. Am 17. September 2009 debütierte er gegen FK Partizan Belgrad auch international, insgesamt wurde er 2009/10 in fünf Gruppenspielen der UEFA Europa League eingesetzt. In der Spielzeit 2010/11 war er ebenfalls ein fester Bestandteil des TFC und konnte vier Tore in 34 Ligaspielen erzielen.
Am 19. Juni 2015 wechselte Tabanou zu Swansea City. Nachdem er bis Januar 2016 kein Pflichtspiel für den Verein in der Premier League bestritten hatte, wurde er bis zum Saisonende 2015/16 an die AS Saint-Étienne verliehen. In der Folgesaison wurde er an den FC Granada verliehen. Im Sommer 2017 wechselte er zurück nach Frankreich, zu EA Guingamp. Nachdem er in seiner ersten Saison noch 15 Spiele absolviert hatte, wurde er in der Saison 2018/19 nur zweimal eingesetzt. Letztlich stieg er mit Guingamp als Tabellenletzter in die zweite Liga ab. Tabanou absolvierte im Januar 2020 eine Trainingswoche in Dänemark, hat jedoch aktuell (Mai 2021), zwei Jahre nach seinem Abstieg mit Guingamp, noch keinen neuen Verein gefunden.

### Nationalmannschaft
Tabanou spielte bei den Mittelmeerspielen 2009 in drei der vier Partien für die französische U-20-Nationalmannschaft. Nach seinen guten Leistungen im Verein wurde er im gleichen Jahr auch in den Kader der französischen U-21-Nationalmannschaft berufen und spielte in zahlreichen Partien der Qualifikation für die U-21-Europameisterschaft 2011, erstmals am 9. Oktober 2009 gegen Malta. Die Qualifikation für die Endrunde in Dänemark gelang Tabanou mit seiner Mannschaft jedoch nicht.